# زبان خاندیشی
زبان خاندیشی (به دیواناگری: ख़ानदेशी) شامل مجموعه‌ای از گویش‌ها و از تبار زبان‌های هندوآریایی است. این گویش‌ها در فاصلهٔ دو زبان بهیلی و مراتی پگسترده‌شده‌اند. اهیرانی (به دیواناگری: अहिराणी) شایع‌ترین گویش این زبان است که در مهاراشترای هند گویشورانی دارد. 